# Pikis församling
Pikis församling (finska: Piikkiön seurakunta) är en evangelisk-luthersk församling inom Åbo ärkestift och Åbo domprosteri. Församlingen ligger i Egentliga Finland i S:t Karins stad och den hade cirka 5 800 medlemmar 2021. Pikis församling är en del av Åbo och S:t Karins kyrkliga samfällighet. År 2021 var Merja Hermonen församlingens kyrkoherde.

## Historia
Församlingen grundades år 1331. Mellan åren  1640 och 1831 fungerade Pikis församling som prebende för Kungliga Akademien i Åbo. 
År 1653 grundades Kustö kapell i Pikis församling. Kapellet avskiljdes från församlingen 1904. Pikis kyrka är församlingens huvudkyrka.

## Kyrkoherdar
Listan över kyrkoherdar i Pikis församling mellan år 1429 och 1895:
- Hintsa Laurinpoika (1429)
- Eerik (1446)
- Andreas (cirka 1511–16)
- Martinus (1516)
- Lauri (–1549)
- Jakob (1549–62)
- Petrus Matthiæ (1566–91)
- Henrik Olavinpoika (noin 1593–1610)
- Eerik Matiaksenpoika (1611–28)
- Sigfrid Henrikinpoika Raumanus (1628–30)
- Sigfrid Pärttylinpoika Brunnerus (1630–33)
- Gregorius Matiaksenpoika Favorinus (1631–51)
- Simon Kexlerus (1652–69)
- Petrus Bergius (1669–71)
- Martin Miltopaeus (1671–79)
- Petrus Laurbecchius (1679–82)
- Johan Flachsenius (1682–90)
- Simon Tolpo (1690–1701)
- Torsten Rudeen (1701–06)
- Isak Laur Becchius (1706–07)
- Abraham Alanus (1707)
- Petrus Tigerstedt (1708–13)
- Lars Alstrin (1722–24)
- Anders Bergius (1724–28)
- Anders Kepplerus (1728–31)
- Isak Björklund (1732–34)
- Johan Braxer (1734–39)
- Johan Browallius (1739–44)
- Karl Fredrik Mennander (1746–48)
- Karl Mesterton (1748–57)
- Pehr Kalm (1757–63)
- Isak Ross (1763–67)
- Jakob Johannes Haartman (1767–76)
- David Deutsch (1777–83)
- Jakob Tengström (1785–94)
- Jakob Bonsdorff (1794–1808)
- Hans Henrik Fattenborg (1808–12)
- Gabriel Hirn (1812–24)
- Benjamin Frosterus (1824–32)
- Nils Abraham Stolpe (1835–63)
- Adrian Bergman (1866–75)
- Johan Heininen (1877–94)
- Johan Vilhelm Ahlroos (1895–)